# Avidemux
Avidemux ist eine freie, plattformübergreifende Videoschnittsoftware, die zahlreiche Audio-, Video- sowie Containerformate unterstützt und diese zumeist untereinander konvertieren kann.

## Überblick
Das Projekt stellt eine im Funktionsumfang vergleichbare, teilweise sogar umfangreichere Alternative zu anderen nichtkommerziellen Videobearbeitungsprogrammen wie beispielsweise VirtualDub oder AviSynth dar und ist als solches das meistverbreitete freie Programm seiner Art. So unterstützt das Programm im Gegensatz zu VirtualDub OGM- und MPEG-4-Dateien nativ.
Laut dem Zähler auf der Website des Projektes wurde das Programm über eine Million Mal heruntergeladen, dazu kommen von Linux-Distributionen beigelegte Pakete. Das Augenmerk des Projekts richtet sich auf Plattformunabhängigkeit und eine vergleichsweise hohe Anzahl an standardmäßig unterstützten Dateiformaten, Video- und Audiocodecs sowie Filtern.
Die maximale Anzahl an Tonspuren ist momentan auf vier begrenzt. Die Anzahl der Kanäle pro Tonspur, z. B. zwei Kanäle für stereo oder ein Kanal für mono, hängt von dem verwendeten Audioformat ab.

## Benutzeroberfläche
Avidemux hat eine grafische Benutzeroberfläche, kann aber auch per Skript auf Kommandozeilenebene bedient werden. Bei letzterem kommt der JavaScript-Interpreter SpiderMonkey zum Einsatz.
Die grafische Benutzeroberfläche existiert in zwei Varianten. Sie basiert wahlweise auf den Bibliotheken GTK oder Qt, welche für alle gängigen Betriebssysteme erhältlich sind, wodurch die Plattformunabhängigkeit erreicht wird.

## Funktionen
- Unterstützt folgende Containerformate:
  - AVI
  - MPEG (als PS oder TS) und VOB-Dateien (DVD-Video)
  - MP4
  - OGM
  - FLV-Dateien (ab 2.4)
  - MKV (ab 2.4)
  - ASF/WMV (nur lesen)
  - Sequenz von Einzelbildern (BMP, JPEG oder PNG)
  - Nuppelvideo (nur lesend)
- Unterstützt folgende Videoformate, größtenteils über libavcodec:
  - MPEG-1
  - MPEG-2 (MPEG-2-Streams können auch re-quantisiert werden)
  - MPEG-4 ASP (Encodierung wahlweise über Xvid oder libavcodec)
  - H.264/AVC (Encodierung über x264)
  - H.265/HEVC
  - M-JPEG und DV
  - HuffYUV
  - FFV1
  - H.263
  - WMV (nur lesen)
  - Flash Video (Sorenson-H.263 und VP6)
  - VP8 (nur lesend, seit. 2.5.4)[2]
- Unterstützt folgende Audio-Formate:
  - MP3 (Encodierung über LAME)
  - AAC (Encodierung über FAAC, nur LC-AAC)
  - Ogg Vorbis
  - MP2 (Encodierung wahlweise über TwoLAME oder libavcodec)
  - AC-3 (Encodierung über Aften)
  - PCM und LPCM
- im Container integrierte Untertitel sind möglich (sowohl im ASCII- als auch im VobSub-Format).
- Für folgende Medien steht ein Assistent zur Konvertierung bereit:
  - Apple iPod und Apple iPhone
  - Microsoft Zune
  - Sony PlayStation Portable
- Einzelbild-(„Frame“)-genaues Schneiden und Zusammensetzen von Videos per Benutzeroberfläche.
- Verschiedene Benutzeroberflächen zur Auswahl:
  - Standard-Oberfläche über die GTK-Bibliothek
  - Alternative Oberfläche über die QT4-Bibliothek (neu in Version 2.4)
  - Ohne Oberfläche (zur Stapelverarbeitung auf einem Server)
- Viele Videofilter, teilweise aus MPlayer und AviSynth übernommen:
  - Transformation (Beschneiden, MPlayer/Avisynth Resize, Rotation etc.)
  - Deinterlacing (Yadif, TDeint, KernelDeinterlacer, DGBob, FFMpeg Deinterlacer etc.)
  - Farben (MPlayer EQ, Kontrast, Luma EQ, Chroma Shift etc.)
  - Rauschunterdrückung (MPlayer Denoise 3D, FluxSmooth, TemporalCleaner, Stabilize etc.)
  - Bildschärfe (aSharp, MSharpen, Gauss Smooth, Median Filter etc.)
  - Untertitel (SRT/SUB, AAS/SSA, VobSub)
  - Sonstige (Blend-Entfernung, Logos entfernen, Wirbel-Effekt, Mosaik-Effekt etc.)
- Zusätzliche Filter können über Plug-ins nachgeladen werden (neu in Version 2.4)
- Multiplexen und Demultiplexen sowie Aufzeichnen von Videodateien.
- Stapelverarbeitung für aufgeschobene Abarbeitung von Aufgaben.
- JavaScript-Engine zur weitgehenden Fernsteuerung aller Programmfunktionen durch Skripte.
- Laden und Speichern von Vorgängen inklusive aller Einstellungen.